# Vereinigung der Vertragsfußballspieler
Die Vereinigung der Vertragsfußballspieler e. V. (VDV) ist eine Spielergewerkschaft für Profi-Fußballspieler mit rund 1400 Mitgliedern. Sie organisiert Fußballspieler der deutschen Profiligen. Es können allerdings auch Jugendspieler (Mindestalter 15 Jahre) am Beginn der Profilaufbahn sowie mittlerweile im Ausland spielende und ehemalige Profi-Fußballspieler nach dem Karriereende Mitglied werden bzw. bleiben.
Der Verein wurde am 15. Juni 1987 in Offenbach am Main von den damaligen Profifußballern Benno Möhlmann, Ewald Lienen und Frank Pagelsdorf gemeinsam mit Kollegen wie Guido Buchwald, Florian Gothe, Charly Körbel, Bruno Labbadia und Stefan Lottermann gegründet. Er sollte als Interessenvertretung von Profifußballern für Profifußballer dienen. Dies galt (zunächst) insbesondere für die Bereiche Arbeits- und Vertragsbedingungen, Unabhängigkeit und Mitbestimmung, die Demokratisierung des Fußballsports sowie insgesamt dahingehend, den Spielern eine gemeinsame Stimme gegenüber den Vereinen und Verbänden zu geben.

## Mitgliedschaft
Mitglieder der VDV können ausschließlich natürliche Personen werden, die als Profi-Fußballspieler in den deutschen Profiligen angestellt sind. Die genaue Bedingung der Mitgliedschaft lautet:

„Ordentliche aktive Mitglieder der VDV können alle Personen werden, die bei einem Verein des DFB, eines ihm angehörenden Regional- oder Landesverbandes oder des Liga-Verbandes oder einer Tochtergesellschaft eines solchen Vereins gegen Entgelt als Fußballspieler beschäftigt sind oder nachweislich eine derartige Beschäftigung anstreben und das 15. Lebensjahr vollendet haben, unabhängig davon, ob sie in der Vergangenheit bereits ein entsprechendes Beschäftigungsverhältnis begründen konnten.“

Mit der endgültigen Beendigung der Lizenzspielerkarriere werden aktive automatisch zu passiven Mitgliedern. Ehemalige Profispieler können nur als passives Mitglied in die VDV eintreten. Neben den ordentlichen Mitgliedern gibt es Ehrenmitglieder. Die Mitgliedschaft endet durch Tod, Austritt oder Ausschluss.

## Organe und Struktur
Die Organe der VDV sind die Spielerversammlung, das Präsidium und der Spielerrat.

### Spielerversammlung
Die Spielerversammlung besteht aus sämtlichen Mitgliedern der VDV und ist deren höchstes Gremium.
Stimmberechtigt sind nur die bei Mannschaften der Profiligen (Bundesliga, 2. Bundesliga, 3. Liga und Regionalligen) beschäftigten ordentlichen aktiven Mitglieder. Diese wählen mannschaftsweise und eigenständig für eine Saison Delegierte, welche für sie das Stimmrecht wahrnehmen. Dabei entsendet jedes der genannten Teams mit VDV-Mitgliedern mindestens einen Vertreter, alle fünf Mitglieder kommt ein weiterer Vertreter hinzu. Wenn – wie bei den Bundesligisten – zwei Mannschaften eines Vereins in den obersten vier Spielklassen spielen, wählen diese getrennt und unabhängig voneinander.
Zur Aufgabe der Spielerversammlung gehört die Wahl, Abberufung und Entlastung des Präsidiums, gegenüber dem sie weisungsbefugt ist. Des Weiteren fällt sie Beschlüsse über Satzungsänderungen, Beitrags- und Geschäftsordnung sowie hinsichtlich der Verleihung oder Aberkennung der Ehrenmitgliedschaft und Ehrenpräsidentschaft. Zudem ist sie bezüglich der Aufnahme bzw. des Ausschlusses eines Bewerbers bzw. Mitgliedes die Einspruchsinstanz.

### Präsidium
Zum Präsidium gehören einerseits als stimmberechtigte, gewählte Mitglieder der Präsident, zwei Stellvertreter und der Schatzmeister. Andererseits ohne Wahl aufgrund seines Amtes der hauptamtliche Geschäftsführer als geschäftsführendes Präsidiumsmitglied in beratender Funktion.
Die Aufgabe des Präsidiums ist die Vertretung und Leitung der VDV sowie die Führung ihrer laufenden Geschäfte. Dazu gehören insbesondere Buchführung, Bilanz und Jahresbericht, Mitarbeit in Gremien und Verbänden, Pressearbeit und Herausgabe der Verbandszeitschrift Wir Profis, Tarifverhandlung sowie Aufnahme, Streichung und Ausschluss von Mitgliedern.
Aktueller Präsident des Bundesvorstandes ist Carsten Ramelow, die Vizepräsidenten sind Maik Franz und Chiquinho. Schatzmeister und Justiziar ist Frank Rybak. Geschäftsführer der VDV ist Ulf Baranowsky.

### Spielerrat
Dem Spielerrat gehören (nach der Satzung von 2010) vier Spieler der Bundesliga, drei Spieler der 2. Bundesliga, zwei Spieler der 3. Liga sowie jeweils ein Spieler der fünf Regionalligen an.
Die Mitglieder des Spielerrates werden vom Präsidium im Einvernehmen mit den verbliebenen Mitgliedern berufen. Der Spielerrat berät das Präsidium und stellt den VDV in der Öffentlichkeit dar.
Die derzeitigen Mitglieder des Spielerrates sind Robin Himmelmann, Sebastian Schonlau, Adriano Grimaldi, Daniel Heber, Tim Knipping und Robin Udegbe.

### Weitere Strukturen
Die VDV unterhält eine Geschäftsstelle in Duisburg gleichzeitig Sitz der VDV-Wirtschaftsdienste GmbH. Ein Team von sechs Teambetreuern betreut VDV-Mitglieder und Mannschaften vor Ort. Seit 2003 führt die VDV in den Sommermonaten in der Sportschule Wedau in Duisburg das VDV-Camp, ein Trainingscamp für vereinslose Profis und Rekonvaleszenten, durch. In diesem Rahmen findet unter professionellen Bedingungen neben Mannschaftstraining und Leistungsdiagnostik auch Wettkampfpraxis durch Testspiele gegen hochklassige Gegner statt.

## Aufgaben und Wirken

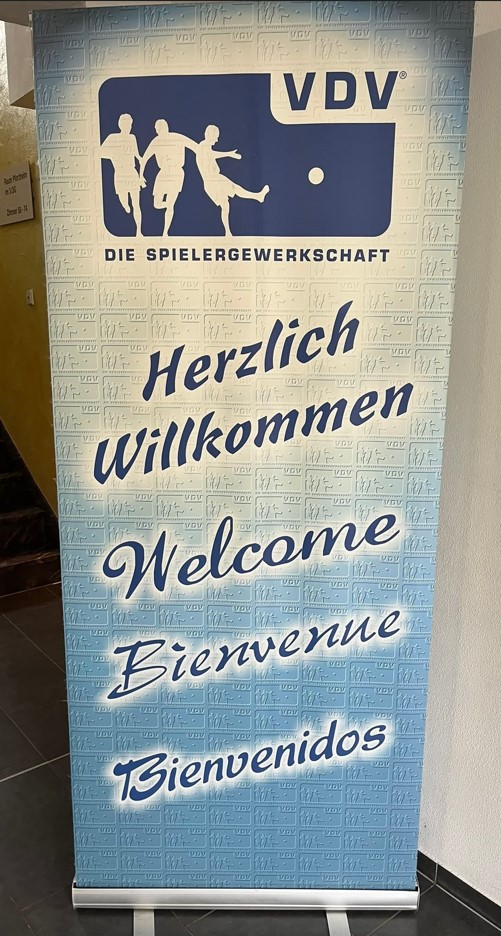
VDV-Trainingslager für vereinslose Spieler 2025. Trainer: Thorsten Albustin, Karsten Hutwelker, Ronny Zeller, Peter Neururer

Aufgabe und Zweck des Vereins sind die Wahrung und Förderung der wirtschaftlichen, sozialen, beruflichen und kulturellen Interessen ihrer Mitglieder sowie des Fußballsports im Allgemeinen. Sie vertritt die Interessen ihrer Mitglieder gegenüber Verbänden, Vereinen, Spielervermittlern und Journalisten. Im deutschen Arbeitsrecht ist der VDV eine typische Funktionselite. Der VdV ist nicht Mitglied der FIFPro, als internationalem Verband der Spielergewerkschaften die Interessenvertretung gegenüber der UEFA und der FIFA, unter anderem da mit der Mitgliedschaft in FIFPro eine Übertragung von Persönlichkeitsrechten der Mitglieder der VdV beinhalten würde.
Für die Mitglieder werden verschiedene Unterstützungs- und Serviceleistungen angeboten – bspw. das VDV-Camp für vereinslose Spieler und Rekonvaleszenten, (arbeits-)rechtliche Unterstützung, Laufbahnberatung, Hilfestellung bzgl. Alters- und Gesundheitsvorsorge, Notfallhilfe sowie Medientraining und -beratung.
Die VDV hat verbesserte Wechselmöglichkeiten für vereinslose Profis durchgesetzt. Gemeinsam mit Jean-Marc Bosman und den europäischen Spielergewerkschaften wurde die Ablösefreiheit nach Vertragsende erwirkt. Die Zahlungsverpflichtung der Vereine für das Urlaubsentgelt wurde in den DFB-Musterarbeitsvertrag aufgenommen. Bei der Gehaltsfortzahlung im Krankheitsfall werden nun auch die erzielten Prämien berücksichtigt. Zudem konnten die Vereine verpflichtet werden, einmal im Jahr zu Saisonbeginn alle Lizenzspieler einen sportmedizinischen Leistungscheck incl. Herzuntersuchung durchlaufen zu lassen.
Weitere Initiativen gelten der fortschreitenden Demokratisierung des Fußballsports, der Auseinandersetzung mit Rassismus, Diskriminierung und Gewalt im Fußball sowie der Dopingbekämpfung. Im Zusammenhang mit letzterem bezeichnet die VDV es als eine zentrale Aufgabe der VDV, die „Gesundheit der Spieler und die Glaubwürdigkeit des Fußballs zu schützen“.

## Präsidenten
- 1987–1992 Benno Möhlmann
- 1992–1994 Stefan Lottermann
- 1994–1996 Jürgen Rollmann
- 1996–1997 Benno Möhlmann
- 1997–1999 Jürgen Sparwasser
- 1999–2024 Florian Gothe
- seit 202400Carsten Ramelow

## Ehrenpräsident
- Benno Möhlmann
- Florian Gothe

## Preise

### 1998 bis 2008
Der Verein zeichnete von 1998 bis 2003 den „Spieler des Jahres“ sowie seit der Saison 2005/06 jährlich den „Spieler der Saison“ aus:
- 1998:  Oliver Kahn (FC Bayern München)
- 1999:  Lothar Matthäus (FC Bayern München)
- 2000:  Mehmet Scholl FC Bayern München[12]
- 2001:  Oliver Kahn (FC Bayern München)
- 2003:  Giovane Élber (FC Bayern München)
- 2005/06:  Miroslav Klose (Werder Bremen)[13]
- 2006/07:  Diego (Werder Bremen)
- 2007/08:  Franck Ribéry (FC Bayern München)[14]

### 2008/09
Seit der Saison 2008/09 werden zusätzlich die Mitglieder der „VDV 11“, die positionsbezogen elf besten Spieler der Saison, ernannt:
| Position   | Name               | Verein              |
| ---------- | ------------------ | ------------------- |
| Tor        | Robert Enke        | Hannover 96         |
| Abwehr     | Andreas Beck       | TSG 1899 Hoffenheim |
| Abwehr     | Lúcio              | FC Bayern München   |
| Abwehr     | Josip Šimunić      | Hertha BSC          |
| Abwehr     | Philipp Lahm       | FC Bayern München   |
| Mittelfeld | Zvjezdan Misimović | VfL Wolfsburg       |
| Mittelfeld | Zé Roberto         | FC Bayern München   |
| Mittelfeld | Franck Ribéry      | FC Bayern München   |
| Mittelfeld | Diego              | Werder Bremen       |
| Sturm      | Grafite            | VfL Wolfsburg       |
| Sturm      | Mario Gómez        | VfB Stuttgart       |

| Auszeichnung       | Name    | Verein        |
| ------------------ | ------- | ------------- |
| Spieler der Saison | Grafite | VfL Wolfsburg |

### 2009/10
Seit der Saison 2009/10 werden auch noch der Newcomer und Trainer der Saison geehrt:
| Position   | Name                   | Verein              |
| ---------- | ---------------------- | ------------------- |
| Tor        | Manuel Neuer           | FC Schalke 04       |
| Abwehr     | Philipp Lahm           | FC Bayern München   |
| Abwehr     | Sami Hyypiä            | Bayer 04 Leverkusen |
| Abwehr     | Mats Hummels           | Borussia Dortmund   |
| Abwehr     | Dennis Aogo            | Hamburger SV        |
| Mittelfeld | Arjen Robben           | FC Bayern München   |
| Mittelfeld | Bastian Schweinsteiger | FC Bayern München   |
| Mittelfeld | Toni Kroos             | Bayer 04 Leverkusen |
| Mittelfeld | Thomas Müller          | FC Bayern München   |
| Sturm      | Edin Džeko             | VfL Wolfsburg       |
| Sturm      | Stefan Kießling        | Bayer 04 Leverkusen |

| Auszeichnung        | Name           | Verein            |
| ------------------- | -------------- | ----------------- |
| Spieler der Saison  | Arjen Robben   | FC Bayern München |
| Newcomer der Saison | Thomas Müller  | FC Bayern München |
| Trainer der Saison  | Louis van Gaal | FC Bayern München |

### 2010/11
| Position   | Name               | Verein              |
| ---------- | ------------------ | ------------------- |
| Tor        | Manuel Neuer       | FC Schalke 04       |
| Abwehr     | Philipp Lahm       | FC Bayern München   |
| Abwehr     | Neven Subotić      | Borussia Dortmund   |
| Abwehr     | Mats Hummels       | Borussia Dortmund   |
| Abwehr     | Marcel Schmelzer   | Borussia Dortmund   |
| Mittelfeld | Arjen Robben       | FC Bayern München   |
| Mittelfeld | Nuri Şahin         | Borussia Dortmund   |
| Mittelfeld | Arturo Vidal       | Bayer 04 Leverkusen |
| Mittelfeld | Mario Götze        | Borussia Dortmund   |
| Sturm      | Papiss Demba Cissé | SC Freiburg         |
| Sturm      | Mario Gómez        | FC Bayern München   |

| Auszeichnung        | Name         | Verein            |
| ------------------- | ------------ | ----------------- |
| Spieler der Saison  | Nuri Şahin   | Borussia Dortmund |
| Newcomer der Saison | Mario Götze  | Borussia Dortmund |
| Trainer der Saison  | Jürgen Klopp | Borussia Dortmund |

### 2011/12
| Position   | Name                  | Verein                   |
| ---------- | --------------------- | ------------------------ |
| Tor        | Marc-André ter Stegen | Borussia Mönchengladbach |
| Abwehr     | Łukasz Piszczek       | Borussia Dortmund        |
| Abwehr     | Dante                 | Borussia Mönchengladbach |
| Abwehr     | Mats Hummels          | Borussia Dortmund        |
| Abwehr     | Philipp Lahm          | FC Bayern München        |
| Mittelfeld | Marco Reus            | Borussia Mönchengladbach |
| Mittelfeld | David Alaba           | FC Bayern München        |
| Mittelfeld | Franck Ribéry         | FC Bayern München        |
| Mittelfeld | Shinji Kagawa         | Borussia Dortmund        |
| Sturm      | Mario Gómez           | FC Bayern München        |
| Sturm      | Klaas-Jan Huntelaar   | FC Schalke 04            |

| Auszeichnung        | Name         | Verein                   |
| ------------------- | ------------ | ------------------------ |
| Spieler der Saison  | Marco Reus   | Borussia Mönchengladbach |
| Newcomer der Saison | David Alaba  | FC Bayern München        |
| Trainer der Saison  | Lucien Favre | Borussia Mönchengladbach |

### 2012/13
| Position   | Name                   | Verein            |
| ---------- | ---------------------- | ----------------- |
| Tor        | Manuel Neuer           | FC Bayern München |
| Abwehr     | Philipp Lahm           | FC Bayern München |
| Abwehr     | Mats Hummels           | Borussia Dortmund |
| Abwehr     | Dante                  | FC Bayern München |
| Abwehr     | David Alaba            | FC Bayern München |
| Mittelfeld | Mario Götze            | Borussia Dortmund |
| Mittelfeld | Bastian Schweinsteiger | FC Bayern München |
| Mittelfeld | İlkay Gündoğan         | Borussia Dortmund |
| Mittelfeld | Franck Ribéry          | FC Bayern München |
| Sturm      | Mario Mandžukić        | FC Bayern München |
| Sturm      | Robert Lewandowski     | Borussia Dortmund |

| Auszeichnung        | Name               | Verein            |
| ------------------- | ------------------ | ----------------- |
| Spieler der Saison  | Robert Lewandowski | Borussia Dortmund |
| Newcomer der Saison | Max Kruse          | SC Freiburg       |
| Trainer der Saison  | Jupp Heynckes      | FC Bayern München |

### 2013/14
| Position   | Name               | Verein            |
| ---------- | ------------------ | ----------------- |
| Tor        | Manuel Neuer       | FC Bayern München |
| Abwehr     | Philipp Lahm       | FC Bayern München |
| Abwehr     | Mats Hummels       | Borussia Dortmund |
| Abwehr     | Dante              | FC Bayern München |
| Abwehr     | David Alaba        | FC Bayern München |
| Mittelfeld | Arjen Robben       | FC Bayern München |
| Mittelfeld | Thiago             | FC Bayern München |
| Mittelfeld | Franck Ribéry      | FC Bayern München |
| Mittelfeld | Marco Reus         | Borussia Dortmund |
| Sturm      | Mario Mandžukić    | FC Bayern München |
| Sturm      | Robert Lewandowski | Borussia Dortmund |

| Auszeichnung        | Name             | Verein            |
| ------------------- | ---------------- | ----------------- |
| Spieler der Saison  | Marco Reus       | Borussia Dortmund |
| Newcomer der Saison | André Hahn       | FC Augsburg       |
| Trainer der Saison  | Markus Weinzierl | FC Augsburg       |

### 2014/15
| Position   | Name               | Verein                   |
| ---------- | ------------------ | ------------------------ |
| Tor        | Manuel Neuer       | FC Bayern München        |
| Abwehr     | Vieirinha          | VfL Wolfsburg            |
| Abwehr     | Naldo              | VfL Wolfsburg            |
| Abwehr     | Jérôme Boateng     | FC Bayern München        |
| Abwehr     | Juan Bernat        | FC Bayern München        |
| Mittelfeld | Arjen Robben       | FC Bayern München        |
| Mittelfeld | Granit Xhaka       | Borussia Mönchengladbach |
| Mittelfeld | David Alaba        | FC Bayern München        |
| Mittelfeld | Kevin De Bruyne    | VfL Wolfsburg            |
| Sturm      | Alex Meier         | Eintracht Frankfurt      |
| Sturm      | Robert Lewandowski | FC Bayern München        |

| Auszeichnung        | Name            | Verein        |
| ------------------- | --------------- | ------------- |
| Spieler der Saison  | Kevin De Bruyne | VfL Wolfsburg |
| Newcomer der Saison | Leroy Sané      | FC Schalke 04 |
| Trainer der Saison  | Dieter Hecking  | VfL Wolfsburg |

### 2015/16
| Position   | Name                      | Verein            |
| ---------- | ------------------------- | ----------------- |
| Tor        | Manuel Neuer              | FC Bayern München |
| Abwehr     | Philipp Lahm              | FC Bayern München |
| Abwehr     | Mats Hummels              | Borussia Dortmund |
| Abwehr     | Jérôme Boateng            | FC Bayern München |
| Abwehr     | David Alaba               | FC Bayern München |
| Mittelfeld | Henrikh Mkhitaryan        | Borussia Dortmund |
| Mittelfeld | Arturo Vidal              | FC Bayern München |
| Mittelfeld | Douglas Costa             | FC Bayern München |
| Mittelfeld | Thomas Müller             | FC Bayern München |
| Sturm      | Pierre-Emerick Aubameyang | Borussia Dortmund |
| Sturm      | Robert Lewandowski        | FC Bayern München |

| Auszeichnung        | Name                      | Verein            |
| ------------------- | ------------------------- | ----------------- |
| Spieler der Saison  | Pierre-Emerick Aubameyang | Borussia Dortmund |
| Newcomer der Saison | Julian Weigl              | Borussia Dortmund |
| Trainer der Saison  | Thomas Tuchel             | Borussia Dortmund |

### 2016/17
| Position   | Name                      | Verein              |
| ---------- | ------------------------- | ------------------- |
| Tor        | Manuel Neuer              | FC Bayern München   |
| Abwehr     | Philipp Lahm              | FC Bayern München   |
| Abwehr     | Mats Hummels              | FC Bayern München   |
| Abwehr     | Niklas Süle               | TSG 1899 Hoffenheim |
| Abwehr     | David Alaba               | FC Bayern München   |
| Mittelfeld | Ousmane Dembélé           | Borussia Dortmund   |
| Mittelfeld | Thiago                    | FC Bayern München   |
| Mittelfeld | Emil Forsberg             | RB Leipzig          |
| Mittelfeld | Naby Keïta                | RB Leipzig          |
| Sturm      | Pierre-Emerick Aubameyang | Borussia Dortmund   |
| Sturm      | Robert Lewandowski        | FC Bayern München   |

| Auszeichnung        | Name               | Verein              |
| ------------------- | ------------------ | ------------------- |
| Spieler der Saison  | Robert Lewandowski | FC Bayern München   |
| Newcomer der Saison | Ousmane Dembélé    | Borussia Dortmund   |
| Trainer der Saison  | Julian Nagelsmann  | TSG 1899 Hoffenheim |

### 2017/18
| Position   | Name               | Verein              |
| ---------- | ------------------ | ------------------- |
| Tor        | Sven Ulreich       | FC Bayern München   |
| Abwehr     | Joshua Kimmich     | FC Bayern München   |
| Abwehr     | Naldo              | FC Schalke 04       |
| Abwehr     | Mats Hummels       | FC Bayern München   |
| Abwehr     | Philipp Max        | FC Augsburg         |
| Mittelfeld | James Rodríguez    | FC Bayern München   |
| Mittelfeld | Naby Keïta         | RB Leipzig          |
| Mittelfeld | Javi Martínez      | FC Bayern München   |
| Mittelfeld | Leon Bailey        | Bayer 04 Leverkusen |
| Sturm      | Thomas Müller      | FC Bayern München   |
| Sturm      | Robert Lewandowski | FC Bayern München   |

| Auszeichnung        | Name               | Verein              |
| ------------------- | ------------------ | ------------------- |
| Spieler der Saison  | Robert Lewandowski | FC Bayern München   |
| Newcomer der Saison | Leon Bailey        | Bayer 04 Leverkusen |
| Trainer der Saison  | Jupp Heynckes      | FC Bayern München   |

### 2018/19
| Position   | Name               | Verein              |
| ---------- | ------------------ | ------------------- |
| Tor        | Péter Gulácsi      | RB Leipzig          |
| Abwehr     | Joshua Kimmich     | FC Bayern München   |
| Abwehr     | Makoto Hasebe      | Eintracht Frankfurt |
| Abwehr     | Niklas Süle        | FC Bayern München   |
| Abwehr     | Nico Schulz        | TSG 1899 Hoffenheim |
| Mittelfeld | Axel Witsel        | Borussia Dortmund   |
| Mittelfeld | Jadon Sancho       | Borussia Dortmund   |
| Mittelfeld | Marco Reus         | Borussia Dortmund   |
| Mittelfeld | Kai Havertz        | Bayer 04 Leverkusen |
| Sturm      | Luka Jović         | Eintracht Frankfurt |
| Sturm      | Robert Lewandowski | FC Bayern München   |

| Auszeichnung        | Name         | Verein              |
| ------------------- | ------------ | ------------------- |
| Spieler der Saison  | Marco Reus   | Borussia Dortmund   |
| Newcomer der Saison | Jadon Sancho | Borussia Dortmund   |
| Trainer der Saison  | Adi Hütter   | Eintracht Frankfurt |

### 2019/20
| Position   | Name               | Verein              |
| ---------- | ------------------ | ------------------- |
| Tor        | Manuel Neuer       | FC Bayern München   |
| Abwehr     | David Alaba        | FC Bayern München   |
| Abwehr     | Alphonso Davies    | FC Bayern München   |
| Abwehr     | Mats Hummels       | Borussia Dortmund   |
| Abwehr     | Achraf Hakimi      | Borussia Dortmund   |
| Mittelfeld | Kai Havertz        | Bayer 04 Leverkusen |
| Mittelfeld | Joshua Kimmich     | FC Bayern München   |
| Mittelfeld | Jadon Sancho       | Borussia Dortmund   |
| Sturm      | Erling Haaland     | Borussia Dortmund   |
| Sturm      | Robert Lewandowski | FC Bayern München   |
| Sturm      | Timo Werner        | RB Leipzig          |

| Auszeichnung        | Name               | Verein            |
| ------------------- | ------------------ | ----------------- |
| Spieler der Saison  | Robert Lewandowski | FC Bayern München |
| Newcomer der Saison | Alphonso Davies    | FC Bayern München |
| Trainer der Saison  | Hansi Flick        | FC Bayern München |

### 2020/21
| Position   | Name               | Verein              |
| ---------- | ------------------ | ------------------- |
| Tor        | Manuel Neuer       | FC Bayern München   |
| Abwehr     | David Alaba        | FC Bayern München   |
| Abwehr     | Alphonso Davies    | FC Bayern München   |
| Abwehr     | Mats Hummels       | Borussia Dortmund   |
| Abwehr     | Dayot Upamecano    | RB Leipzig          |
| Mittelfeld | Leon Goretzka      | FC Bayern München   |
| Mittelfeld | Joshua Kimmich     | FC Bayern München   |
| Mittelfeld | Filip Kostić       | Eintracht Frankfurt |
| Mittelfeld | Thomas Müller      | FC Bayern München   |
| Sturm      | Erling Haaland     | Borussia Dortmund   |
| Sturm      | Robert Lewandowski | FC Bayern München   |

| Auszeichnung        | Name               | Verein              |
| ------------------- | ------------------ | ------------------- |
| Spieler der Saison  | Robert Lewandowski | FC Bayern München   |
| Newcomer der Saison | Jude Bellingham    | Borussia Dortmund   |
| Trainer der Saison  | Adi Hütter         | Eintracht Frankfurt |

### 2021/22
| Position         | Name               | Verein              |
| ---------------- | ------------------ | ------------------- |
| Tor              | Mark Flekken       | SC Freiburg         |
| Abwehr           | David Raum         | TSG 1899 Hoffenheim |
| Abwehr           | Nico Schlotterbeck | SC Freiburg         |
| Abwehr           | Niklas Süle        | FC Bayern München   |
| Mittelfeld/Sturm | Joshua Kimmich     | FC Bayern München   |
| Mittelfeld/Sturm | Jude Bellingham    | Borussia Dortmund   |
| Mittelfeld/Sturm | Florian Wirtz      | Bayer 04 Leverkusen |
| Mittelfeld/Sturm | Patrik Schick      | Bayer 04 Leverkusen |
| Mittelfeld/Sturm | Christopher Nkunku | RB Leipzig          |
| Mittelfeld/Sturm | Erling Haaland     | Borussia Dortmund   |
| Mittelfeld/Sturm | Robert Lewandowski | FC Bayern München   |

| Auszeichnung        | Name               | Verein              |
| ------------------- | ------------------ | ------------------- |
| Spieler der Saison  | Christopher Nkunku | RB Leipzig          |
| Newcomer der Saison | Florian Wirtz      | Bayer 04 Leverkusen |
| Trainer der Saison  | Christian Streich  | SC Freiburg         |

### 2022/23
| Position         | Name              | Verein              |
| ---------------- | ----------------- | ------------------- |
| Tor              | Gregor Kobel      | Borussia Dortmund   |
| Abwehr           | Joško Gvardiol    | RB Leipzig          |
| Abwehr           | Matthijs de Ligt  | FC Bayern München   |
| Abwehr           | Dayot Upamecano   | FC Bayern München   |
| Abwehr           | Jeremie Frimpong  | Bayer 04 Leverkusen |
| Mittelfeld/Sturm | Joshua Kimmich    | FC Bayern München   |
| Mittelfeld/Sturm | Jude Bellingham   | Borussia Dortmund   |
| Mittelfeld/Sturm | Jamal Musiala     | FC Bayern München   |
| Mittelfeld/Sturm | Alphonso Davies   | FC Bayern München   |
| Mittelfeld/Sturm | Niclas Füllkrug   | Werder Bremen       |
| Mittelfeld/Sturm | Randal Kolo Muani | Eintracht Frankfurt |

| Auszeichnung        | Name              | Verein              |
| ------------------- | ----------------- | ------------------- |
| Spieler der Saison  | Jude Bellingham   | Borussia Dortmund   |
| Newcomer der Saison | Randal Kolo Muani | Eintracht Frankfurt |
| Trainer der Saison  | Urs Fischer       | 1. FC Union Berlin  |

### 2023/24
| Position         | Name               | Verein              |
| ---------------- | ------------------ | ------------------- |
| Tor              | Gregor Kobel       | Borussia Dortmund   |
| Abwehr           | Alejandro Grimaldo | Bayer 04 Leverkusen |
| Abwehr           | Jonathan Tah       | Bayer 04 Leverkusen |
| Abwehr           | Waldemar Anton     | VfB Stuttgart       |
| Abwehr           | Jeremie Frimpong   | Bayer 04 Leverkusen |
| Mittelfeld/Sturm | Jamal Musiala      | FC Bayern München   |
| Mittelfeld/Sturm | Florian Wirtz      | Bayer 04 Leverkusen |
| Mittelfeld/Sturm | Granit Xhaka       | Bayer 04 Leverkusen |
| Mittelfeld/Sturm | Xavi Simons        | RB Leipzig          |
| Mittelfeld/Sturm | Serhou Guirassy    | VfB Stuttgart       |
| Mittelfeld/Sturm | Harry Kane         | FC Bayern München   |

| Auszeichnung        | Name          | Verein              |
| ------------------- | ------------- | ------------------- |
| Spieler der Saison  | Florian Wirtz | Bayer 04 Leverkusen |
| Newcomer der Saison | Deniz Undav   | VfB Stuttgart       |
| Trainer der Saison  | Xabi Alonso   | Bayer 04 Leverkusen |

### 2024/25
| Position         | Name               | Verein              |
| ---------------- | ------------------ | ------------------- |
| Tor              | Finn Dahmen        | FC Augsburg         |
| Abwehr           | Nico Schlotterbeck | Borussia Dortmund   |
| Abwehr           | Jonathan Tah       | Bayer 04 Leverkusen |
| Abwehr           | Dayot Upamecano    | FC Bayern München   |
| Abwehr           | Joshua Kimmich     | FC Bayern München   |
| Mittelfeld/Sturm | Granit Xhaka       | Bayer 04 Leverkusen |
| Mittelfeld/Sturm | Florian Wirtz      | Bayer 04 Leverkusen |
| Mittelfeld/Sturm | Jamal Musiala      | FC Bayern München   |
| Mittelfeld/Sturm | Nadiem Amiri       | 1. FSV Mainz 05     |
| Mittelfeld/Sturm | Michael Olise      | FC Bayern München   |
| Mittelfeld/Sturm | Harry Kane         | FC Bayern München   |

| Auszeichnung        | Name           | Verein              |
| ------------------- | -------------- | ------------------- |
| Spieler der Saison  | Florian Wirtz  | Bayer 04 Leverkusen |
| Newcomer der Saison | Nick Woltemade | VfB Stuttgart       |
| Trainer der Saison  | Bo Henriksen   | 1. FSV Mainz 05     |